# Localisation de jeu vidéo
Pour un article plus général, voir Localisation (linguistique).
La localisation d'un jeu vidéo est l'adaptation de celui-ci pour la commercialisation sur un nouveau territoire. Bien que la traduction soit une partie importante de la localisation, le processus inclut aussi tout changement effectué pour adapter le produit à son nouveau marché, comme la modification d'artworks, la création de nouveaux packaging ou modes d'emploi, l'enregistrement de nouvelles pistes sonores, le retrait ou l'ajout de portions d'un jeu pour des raisons liées à des sensibilités culturelles différentes et/ou pour des raisons légales ou de censure, etc.
La décision de localiser un jeu dépend fortement de facteurs économiques, comme le profit potentiel qui peut être réalisé sur le nouveau territoire. Le processus de localisation est généralement réalisé en interne par l'éditeur ou le développeur du jeu, ou par une société de traduction tierce, mais des traductions amatrices peuvent voir le jour si la traduction officielle est de mauvaise qualité, ou si un jeu ne va jamais être traduit dans une langue déterminée.
L'objectif de la localisation est de créer une expérience de jeu qui soit agréable et claire pour l'utilisateur, dans un souci de respect du contexte culturel spécifique de ce dernier, tout en restant fidèle au matériau d'origine. L'immersion et la suspension d'incrédulité sont primordiales dans cette expérience ; si le joueur a le sentiment que le produit ne lui est pas destiné, ou si la localisation ajoute de la confusion ou des difficultés de compréhension, cela peut casser l'immersion voire compromettre la capacité ou la volonté du joueur à continuer le jeu.
Dans le domaine du jeu vidéo, la localisation peut aussi concerner le matériel (une console de jeu, par exemple). Il s'agit de la transformation qui est faite sur ce matériel et son packaging pour qu'il puisse être commercialisé sur un nouveau territoire : traductions, changements esthétiques, adaptations techniques (par ex. : tension électrique, mode de sortie vidéo, ...), etc.